# Saison 2020-2021 des Rangers de New York
Autres saisons
Saison précédente Saison suivante
La saison 2020-2021 des Rangers de New York est la 94e saison de hockey sur glace jouée par la franchise dans la Ligue nationale de hockey. Cette saison est particulière, à cause de la pandémie de la Covid-19, débute en janvier et se dispute sur un calendrier condensé de 56 matchs.

## Avant-saison

### Contexte
Après avoir surpris tout le monde la saison passée en participant au tour de qualification pour les Séries éliminatoires, les Rangers ont encore gagné à la lotterie du repêchage pour pouvoir ajouter Alexis Lafrenière à leur contingent qui regorge de talent. Beaucoup d’experts s’attendent à voir les Rangers se qualifier pour les Séries malgré le manque d’expérience, les Rangers compte sur quatorze joueurs âgés de vingt-cinq ans ou moins, dont leur duo de gardiens.

### Mouvements d’effectifs

#### Transactions
| Date              | Acquisition des Rangers                                              | Partenaire d'échange    | Acquisition du partenaire                                    |
| ----------------- | -------------------------------------------------------------------- | ----------------------- | ------------------------------------------------------------ |
| 26 septembre 2020 | considérations futures                                               | Red Wings de Détroit    | Marc Staal et un choix de deuxième tour au Repêchage de 2021 |
| 7 octobre 2020    | un choix de deuxième tour au Repêchage de 2020                       | Kings de Los Angeles    | Lias Andersson                                               |
| 27 mars 2021      | un choix de quatrième tour au Repêchage de 2021                      | Kings de Los Angeles    | Brendan Lemieux                                              |
| 17 juillet 2021   | Nicholas DeSimone et un choix de quatrième tour au Repêchage de 2022 | Golden Knights de Vegas | Brett Howden                                                 |
| 17 juillet 2021   | Barclay Goodrow                                                      | Golden Knights de Vegas | un choix de septième tour au Repêchage de 2022               |

#### Signatures d'agent libre
| Joueur            | Date            | Ancienne franchise     | Durée du contrat |
| ----------------- | --------------- | ---------------------- | ---------------- |
| Jack Johnson      | 9 octobre 2020  | Penguins de Pittsburgh | 1 an             |
| Kevin Rooney      | 9 octobre 2020  | Devils du New Jersey   | 2 ans            |
| Colin Blackwell   | 9 octobre 2020  | Predators de Nashville | 2 ans            |
| Keith Kinkaid     | 9 octobre 2020  | Canadiens de Montréal  | 2 ans            |
| Anthony Bitetto   | 9 octobre 2020  | Jets de Winnipeg       | 2 ans            |
| Anthony Greco     | 9 octobre 2020  | Sharks de San José     | 2 ans            |
| Jonny Brodzinski  | 9 octobre 2020  | Sharks de San José     | 1 an             |
| Alexis Lafrenière | 12 octobre 2020 | Océanic de Rimouski    | 3 ans            |
| Mason Geertsen    | 3 mars 2021     | Wolf Pack de Hartford  | 2 ans            |
| Braden Schneider  | 4 mars 2021     | Wheat Kings de Brandon | 3 ans            |
| Hunter Skinner    | 29 mars 2021    | Grizzlies de l'Utah    | 3 ans            |
| Zachary Jones     | 13 avril 2021   | Minutemen d'UMass      | 2 ans            |
| William Cuylle    | 19 avril 2021   | Wolf Pack de Hartford  | 3 ans            |
| Karl Henriksson   | 21 avril 2021   | Frölunda HC            | 3 ans            |
| Lauri Pajuniemi   | 30 avril 2021   | TPS                    | 2 ans            |
| Nils Lundkvist    | 3 juin 2021     | Luleå HF               | 3 ans            |

#### Départs d'agent libre
| Joueur               | Date             | Franchise suivante        |
| -------------------- | ---------------- | ------------------------- |
| Henrik Lundqvist     | 9 octobre 2020   | Capitals de Washington    |
| Vinni Lettieri       | 10 octobre 2020  | Ducks d'Anaheim           |
| Jesper Fast          | 10 octobre 2020  | Hurricanes de la Caroline |
| Daniel O'Regan       | 11 octobre 2020  | Golden Knights de Vegas   |
| Greg McKegg          | 14 octobre 2020  | Bruins de Boston          |
| Steven Fogarty       | 19 octobre 2020  | Sabres de Buffalo         |
| Micheal Haley        | 13 novembre 2020 | Sénateurs d'Ottawa        |
| Jean-François Bérubé | 31 décembre 2020 | Reign d'Ontario           |
| Cristoval Nieves     | 12 janvier 2021  | Lightning de Tampa Bay    |

#### Prolongations de contrat
| Joueur               | Date            | Durée du contrat |
| -------------------- | --------------- | ---------------- |
| Brandon Crawley      | 9 octobre 2020  | 1 an             |
| Phillip Di Giuseppe  | 12 octobre 2020 | 1 an             |
| Aleksandr Gueorguiev | 15 octobre 2020 | 2 ans            |
| Anthony DeAngelo     | 16 octobre 2020 | 2 ans            |
| Gabriel Fontaine     | 16 octobre 2020 | 1 an             |
| Darren Raddysh       | 16 octobre 2020 | 1 an             |
| Ryan Strome          | 5 novembre 2020 | 2 ans            |
| Brendan Lemieux      | 6 novembre 2020 | 2 ans            |
| Jonny Brodzinski     | 20 avril 2021   | 1 an             |
| Ryan Lindgren        | 5 mai 2021      | 3 ans            |
| Brett Howden         | 9 juillet 2021  | 1 an             |
| Julien Gauthier      | 16 juillet 2021 | 1 an             |
| Barclay Goodrow      | 22 juillet 2021 | 6 ans            |

### Joueurs repêchés
Les Rangers possèdent le 1er choix et le 19e choix lors du repêchage de 2020 se déroulant virtuellement. Ils sélectionnent au premier tour Alexis Lafrenière, Ailier gauche de l’Océanic de Rimouski de la Ligue de hockey junior majeur du Québec et Braden Schneider, Défenseur des Wheat Kings de Brandon de la  Ligue de hockey de l'Ouest. La liste des joueurs repêchés en 2020 par les est la suivante :
| Tour | Choix | Nom               | Poste          | Nationalité | Équipe précédente                 |
| ---- | ----- | ----------------- | -------------- | ----------- | --------------------------------- |
| 1    | 1     | Alexis Lafrenière | Ailier gauche  | Canada      | Océanic de Rimouski (LHJMQ)       |
| 1    | 19    | Braden Schneider  | Défenseur      | Canada      | Wheat Kings de Brandon (LHOu)     |
| 2    | 60    | William Cuylle    | Ailier gauche  | Canada      | Spitfires de Windsor (LHO)        |
| 3    | 92    | Oliver Tarnstrom  | Centre         | Suède       | AIK IF Jr. (J20 SuperElit)        |
| 4    | 103   | Dylan Garand      | Gardien de but | Canada      | Blazers de Kamloops (LHOu)        |
| 5    | 127   | Evan Vierling     | Centre         | Canada      | Colts de Barrie (LHO)             |
| 5    | 134   | Brett Berard      | Ailier gauche  | États-Unis  | USNTDP U18 (USHL)                 |
| 6    | 165   | Matthew Rempe     | Centre         | Canada      | Thunderbirds de Seattle (LHOu)    |
| 7    | 197   | Hugo Ollas        | Gardien de but | Suède       | Linköpings HC Jr. (J20 SuperElit) |

Les Rangers ont également cédé trois de leurs choix d'origine :
- le 41e, un choix de deuxième tour aux Hurricanes de la Caroline le 30 avril 2019 en compagnie d'un choix de deuxième tour en 2019, en retour d’Adam Fox[44].
- le 72e, un choix de troisième tour aux Flames de Calgary le 6 octobre 2020 en compagnie d'un choix de première tour en 2020 (22e au total), en retour d’un choix de première tour en 2020 (19e au total)[39].
- le 196e, un choix de septième tour acquis par les Sharks de San José lors d'un échange le  7 octobre 2020 en compagnie d'un choix de septième tour en 2020 (206e au total), en retour deux choix de cinquième tour en 2020 (127e au total)[42].

## Composition de l'équipe
L'équipe 2020-2021 des Rangers est entraînée au départ par David Quinn, assisté de Benoit Allaire, Greg Brown, Jerry Dineen,  Jacques Martin et  David Oliver ; le directeur général de la franchise est Jeff Gorton.
Les joueurs utilisés depuis le début de la saison sont inscrits dans le tableau ci-dessous. Les buts des séances de tir de fusillade ne sont pas comptés dans ces statistiques. Certains des joueurs ont également joué des matchs avec l'équipe associée aux Hurricanes : les Wolf Pack de Hartford, franchise de la Ligue américaine de hockey.
En raison de la pandémie, la ligue met en place un encadrement élargis appelé Taxi-squad. Il s'agit de joueurs se tenant à disposition avec l'équipe prêt à remplacer un joueur qui serait tester positif à la COVID-19. Huit parmi eux n'ont disputé aucune rencontre avec les Rangers, il s'agit de Gabriel Fontaine, de Mason Geertsen, d’Adam Huska, de Patrick Khodorenko, de Patrick Newell, de Darren Raddysh, de Ty Ronning et d’Austin Rueschhoff.
| No | Nationalité | Joueur               | PJ | V  | D  | DP | Min   | BC | BL | Moy  | %Arr | A | Pun | Commentaire |
| -- | ----------- | -------------------- | -- | -- | -- | -- | ----- | -- | -- | ---- | ---- | - | --- | ----------- |
| 31 | Russie      | Igor Chestiorkine    | 35 | 16 | 14 | 3  | 1 899 | 83 | 2  | 2,62 | 91,6 | 0 | 0   |             |
| 40 | Russie      | Aleksandr Gueorguiev | 19 | 8  | 7  | 2  | 974   | 44 | 2  | 2,71 | 90,5 | 1 | 0   |             |
| 71 | États-Unis  | Keith Kinkaid        | 9  | 3  | 2  | 1  | 486   | 21 | 1  | 2,59 | 89,8 | 0 | 0   |             |

| No | Nationalité        | Joueur          | PJ | B | A  | Pts | Pun | Commentaire         |
| -- | ------------------ | --------------- | -- | - | -- | --- | --- | ------------------- |
| 6  | États-Unis         | Zachary Jones   | 10 | 0 | 4  | 4   | 2   |                     |
| 8  | États-Unis         | Jacob Trouba    | 38 | 2 | 10 | 12  | 22  | assistant capitaine |
| 22 | États-Unis         | Anthony Bitetto | 14 | 1 | 3  | 4   | 20  |                     |
| 23 | États-Unis         | Adam Fox        | 55 | 5 | 42 | 47  | 14  |                     |
| 25 | République tchèque | Libor Hájek     | 44 | 2 | 2  | 4   | 10  |                     |
| 27 | États-Unis         | Jack Johnson    | 13 | 1 | 0  | 1   | 8   |                     |
| 42 | Canada             | Brendan Smith   | 48 | 5 | 5  | 10  | 73  |                     |
| 51 | Finlande           | Tarmo Reunanen  | 4  | 0 | 1  | 1   | 0   |                     |
| 55 | États-Unis         | Ryan Lindgren   | 51 | 1 | 15 | 16  | 35  |                     |
| 77 | États-Unis         | Tony DeAngelo   | 6  | 0 | 1  | 1   | 4   |                     |
| 79 | États-Unis         | K'Andre Miller  | 53 | 5 | 7  | 12  | 20  |                     |

| No | Nationalité        | Joueur              | Poste | PJ | B  | A  | Pts | Pun | Commentaire                                    |
| -- | ------------------ | ------------------- | ----- | -- | -- | -- | --- | --- | ---------------------------------------------- |
| 10 | Russie             | Artemi Panarine     | AG    | 42 | 17 | 41 | 58  | 6   | assistant capitaine                            |
| 12 | Canada             | Julien Gauthier     | AD    | 30 | 2  | 6  | 8   | 14  |                                                |
| 13 | Canada             | Alexis Lafrenière   | AG    | 56 | 12 | 9  | 21  | 8   |                                                |
| 16 | Canada             | Ryan Strome         | C     | 56 | 14 | 35 | 49  | 39  |                                                |
| 17 | États-Unis         | Kevin Rooney        | C     | 54 | 8  | 6  | 14  | 54  |                                                |
| 20 | États-Unis         | Christopher Kreider | AG    | 50 | 20 | 10 | 30  | 34  | assistant capitaine                            |
| 21 | Canada             | Brett Howden        | C     | 42 | 1  | 6  | 7   | 11  |                                                |
| 24 | Finlande           | Kaapo Kakko         | AD    | 48 | 9  | 8  | 17  | 10  |                                                |
| 26 | États-Unis         | Timothy Gettinger   | AG    | 2  | 0  | 0  | 0   | 0   |                                                |
| 33 | Canada             | Phillip Di Giuseppe | AG    | 31 | 1  | 7  | 8   | 13  |                                                |
| 43 | États-Unis         | Colin Blackwell     | C     | 47 | 12 | 10 | 22  | 15  |                                                |
| 47 | Canada             | Morgan Barron       | C     | 5  | 1  | 0  | 1   | 2   |                                                |
| 48 | Canada             | Brendan Lemieux     | AG    | 31 | 2  | 5  | 7   | 59  | A fini la saison avec les Kings de Los Angeles |
| 72 | République tchèque | Filip Chytil        | C     | 42 | 8  | 14 | 22  | 10  |                                                |
| 74 | Russie             | Vitali Kravtsov     | AD    | 20 | 2  | 2  | 4   | 4   |                                                |
| 76 | États-Unis         | Jonny Brodzinski    | C     | 5  | 1  | 0  | 1   | 4   |                                                |
| 89 | Russie             | Pavel Boutchnevitch | AD    | 54 | 20 | 28 | 48  | 42  |                                                |
| 90 | États-Unis         | Justin Richards     | C     | 1  | 0  | 1  | 1   | 0   |                                                |
| 93 | Suède              | Mika Zibanejad      | C     | 56 | 24 | 26 | 50  | 18  | assistant capitaine                            |

## Saison régulière

### Match après match
Cette section présente les résultats de la saison régulière qui s'est déroulée du 13 janvier au 12 mai. Le calendrier de cette dernière est annoncé par la ligue le 23 décembre 2020.
Nota : les résultats sont indiqués dans la boîte déroulante ci-dessous afin de ne pas surcharger l'affichage de la page. La colonne « Fiche » indique à chaque match le parcours de l'équipe au niveau des victoires, défaites et défaites en prolongation ou lors de la séance de tir de fusillade (dans l'ordre). La colonne « Pts » indique les points récoltés par l'équipe au cours de la saison. Une victoire rapporte deux points et une défaite en prolongation, un seul.
| No | Date       | Adversaire | Lieu         | Score    | Buteur(s) des Hurricanes | Fiche   | Pts | Gardien de but | Patinoire                         | Résumé     |
| -- | ---------- | ---------- | ------------ | -------- | --- | ------- | --- | -------------- | --------------------------------- | ---------- |
| 1  | 14 janvier | Islanders  | New York     | 0-4      | | 0-1-0   | 0   | Chestiorkine   | Madison Square Garden             | [ fdm 1 ]  |
| 2  | 16 janvier | Islanders  | New York     | 5-0      | Buchnevich (Zibanejad) Panarin (Smith) Buchnevich Kakko (Di Giuseppe - Chytil) Panarin (Fox - Buchnevich) | 1-1-0   | 2   | Gueorguiev     | Madison Square Garden             | [ fdm 2 ]  |
| 3  | 19 janvier | Devils     | New York     | 3-4      | Kreider (Panarin - Fox) Zibanejad (Fox - Panarin) Chytil (Di Giuseppe - Buchnevich) | 1-2-0   | 2   | Gueorguiev     | Madison Square Garden             | [ fdm 3 ]  |
| 4  | 22 janvier | Penguins   | Pittsburgh   | 3-4 (TF) | Chytil (Di Giuseppe) · Fox (Panarin) · Kakko (Di giuseppe - Miller) · TF : Zibanejad - Panarin - DeAngelo | 1-2-1   | 3   | Chestiorkine   | PPG Paints Arena                  | [ fdm 4 ]  |
| 5  | 24 janvier | Penguins   | Pittsburgh   | 2-3      | Blackwell (Fox - Howden) Strome (Trouba - Panarin) | 1-3-1   | 3   | Chestiorkine   | PPG Paints Arena                  | [ fdm 5 ]  |
| 6  | 26 janvier | Sabres     | Buffalo      | 2-3      | Kreider (Buchnevich) Miller (Blackwell - Lemieux) | 1-4-1   | 3   | Gueorguiev     | KeyBank Center                    | [ fdm 6 ]  |
| 7  | 28 janvier | Sabres     | Buffalo      | 3-2 (P)  | Strome (Panarin - Buchnevich) Panarin (Smith) Lafrenière (Blackwell) | 2-4-1   | 5   | Chestiorkine   | KeyBank Center                    | [ fdm 7 ]  |
| 8  | 30 janvier | Penguins   | New York     | 4-5 (P)  | Lemieux (Di Giuseppe - Lindgren) Rooney (Miller - Strome) Kreider (Trouba - Miller) Panarin (Buchnevich - DeAngelo) | 2-4-2   | 6   | Gueorguiev     | Madison Square Garden             | [ fdm 8 ]  |
| 9  | 01 février | Penguins   | New York     | 3-1      | Rooney (Panarin - Lindgren) Kreider (Fox - Panarin) Panarin (Strome) | 3-4-2   | 8   | Chestiorkine   | Madison Square Garden             | [ fdm 9 ]  |
| 10 | 04 février | Capitals   | New York     | 4-2      | Strome (Fox - Panarin) Bitetto (Rooney) Strome (Panarin - Kakko) Buchnevich (Zibanejad - Panarin) | 4-4-2   | 10  | Chestiorkine   | Madison Square Garden             | [ fdm 10 ] |
| 11 | 08 février | Islanders  | New York     | 0-2      | | 4-5-2   | 10  | Chestiorkine   | Madison Square Garden             | [ fdm 11 ] |
| 12 | 10 février | Bruins     | New York     | 2-3 (P)  | Gauthier (Lemieux) Rooney (Lemieux - Lindgren) | 4-5-3   | 11  | Gueorguiev     | Madison Square Garden             | [ fdm 12 ] |
| 13 | 12 février | Bruins     | New York     | 0-1      | | 4-6-3   | 11  | Chestiorkine   | Madison Square Garden             | [ fdm 13 ] |
| 14 | 16 février | Devils     | New York     | 2-5      | Blackwell (Howden) Buchnevich (Kreider - Trouba) | 4-7-3   | 11  | Chestiorkine   | Madison Square Garden             | [ fdm 14 ] |
| 15 | 18 février | Flyers     | Philadelphie | 3-2 (TF) | Blackwell (Buchnevich - Bitetto) · Smith (Panarin - Strome) · TF : Kakko - Panarin | 5-7-3   | 13  | Gueorguiev     | Wells Fargo Center                | [ fdm 15 ] |
| 16 | 20 février | Capitals   | Washington   | 4-1      | Kreider (Panarin - Strome) Lafrenière (Panarin - Bitetto) Strome (Lindgren - Buchnevich) Zibanejad (Buchnevich) | 6-7-3   | 15  | Chestiorkine   | Capital One Arena                 | [ fdm 16 ] |
| 17 | 24 février | Flyers     | Philadelphie | 3-4      | Kreider (Zibanejad - Fox) Kreider (Zibanejad - Strome) Kreider (Lindgren - Blackwell) | 6-8-3   | 15  | Chestiorkine   | Wells Fargo Center                | [ fdm 17 ] |
| 18 | 26 février | Bruins     | New York     | 6-2      | Di Giuseppe (Gauthier - Lindgren) Strome (Lafrenière - Kreider) Blackwell (Fox - Strome) Kreider (Strome) Buchnevich (Fox - Lindgren) Brodzinski (Rooney - Smith)                                                                  | 7-8-3   | 17  | Gueorguiev     | Madison Square Garden             | [ fdm 18 ] |
| 19 | 28 février | Bruins     | New York     | 1-4      | Blackwell (Lafrenière - Miller) | 7-9-3   | 17  | Chestiorkine   | Madison Square Garden             | [ fdm 19 ] |
| 20 | 02 mars    | Sabres     | New York     | 3-2      | Buchnevich (Zibanejad - Fox) Lafrenière (Buchnevich) Kreider (Lindgren - Fox) | 8-9-3   | 19  | Chestiorkine   | Madison Square Garden             | [ fdm 20 ] |
| 21 | 04 mars    | Devils     | Newark       | 6-1      | Kreider (Strome - Buchnevich) Kreider (Lindgren - Strome) Kreider (Chytil) Buchnevich (Lafrenière) Smith (Di Giuseppe - Rooney) Lafrenière (Zibanejad)                                                                             | 9-9-3   | 21  | Chestiorkine   | Prudential Center                 | [ fdm 21 ] |
| 22 | 06 mars    | Devils     | Newark       | 6-3      | Fox (Georgiev) Strome (Kreider - Kakko) Rooney (Chytil - Gauthier) Hajek (Buchnevich . Miller) Chytil (Gauthier) Strome (Fox) | 10-9-3  | 23  | Gueorguiev     | Prudential Center                 | [ fdm 22 ] |
| 23 | 07 mars    | Penguins   | Pittsburgh   | 1-5      | Zibanejad (Buchnevich - Trouba) | 10-10-3 | 23  | Gueorguiev     | PPG Paints Arena                  | [ fdm 23 ] |
| 24 | 09 mars    | Penguins   | Pittsburgh   | 2-4      | Johnson (Gauthier - Kreider) Strome (Buchnevich - Fox) | 10-11-3 | 23  | Kinkaid        | PPG Paints Arena                  | [ fdm 24 ] |
| 25 | 11 mars    | Bruins     | Boston       | 0-4      | | 10-12-3 | 23  | Gueorguiev     | TD Garden                         | [ fdm 25 ] |
| 26 | 13 mars    | Bruins     | Boston       | 4-0      | Miller (Buchnevich - Zibanejad) Kreider (Zibanejad - Trouba) Strome (Panarin - Blackwell) Buchnevich (Kreider) | 11-12-3 | 25  | Kinkaid        | TD Garden                         | [ fdm 26 ] |
| 27 | 15 mars    | Flyers     | New York     | 4-5 (P)  | Panarin (Reunanen - Strome) Blackwell (Panarin - Smith) Gauthier (Chytil - Panarin) Rooney (Lemieux - Howden) | 11-12-4 | 26  | Kinkaid        | Madison Square Garden             | [ fdm 27 ] |
| 28 | 17 mars    | Flyers     | New York     | 9-0      | Lemieux (Fox - Howden) Panarin (Strome) Buchnevich (Zibanejad) Buchnevich (Trouba - Zibanejad) Trouba (Zibanejad - Buchnevich) Zibanejad Zibanejad (Panarin - Strome) Zibanejad (Kreider - Buchnevich) Chytil (Hajek - Lafrenière) | 12-12-4 | 28  | Gueorguiev     | Madison Square Garden             | [ fdm 28 ] |
| 29 | 19 mars    | Capitals   | Washington   | 1-2      | Panarin (Strome - Fox) | 12-13-4 | 28  | Gueorguiev     | Capital One Arena                 | [ fdm 29 ] |
| 30 | 20 mars    | Capitals   | Washington   | 3-1      | Buchnevich (Fox - Zibanejad) Zibanejad Howden (Strome - Buchnevich) | 13-13-4 | 30  | Kinkaid        | Capital One Arena                 | [ fdm 30 ] |
| 31 | 22 mars    | Sabres     | New York     | 5-3      | Kakko (Panarin) Kreider (Panarin - Fox) Fox (Zibanejad - Buchnevich) Kreider (Strome - Fox) Kakko (Panarin - Strome) | 14-13-4 | 32  | Kinkaid        | Madison Square Garden             | [ fdm 31 ] |
| 32 | 25 mars    | Flyers     | Philadelphie | 8-3      | Strome (Panarin - Fox) Buchnevich (Kreider - Zibanejad) Zibanejad (Fox - Strome) Zibanejad (Strome - Fox) Miller (Lemieux - Zibanejad) Buchnevich (Fox - Zibanejad) Chytil (Lafrenière - Trouba)                                   | 15-13-4 | 34  | Chestiorkine   | Wells Fargo Center                | [ fdm 32 ] |
| 33 | 27 mars    | Flyers     | Philadelphie | 1-2      | Zibanejad (Strome - Fox) | 15-14-4 | 34  | Chestiorkine   | Wells Fargo Center                | [ fdm 33 ] |
| 34 | 28 mars    | Capitals   | Washington   | 4-5      | Blackwell (Fox) Blackwell (Rooney - Di Giuseppe) Lafrenière (Gauthier - Rooney) Kreider (Strome - Fox) | 15-15-4 | 34  | Kinkaid        | Capital One Arena                 | [ fdm 34 ] |
| 35 | 30 mars    | Capitals   | New York     | 5-2      | Chytil Kakko (Strome - Panarin) Fox (Panarin - Lindgren) Panarin (Smith) Buchnevich (Lindgren) | 16-15-4 | 36  | Chestiorkine   | Madison Square Garden             | [ fdm 35 ] |
| 36 | 01 avril   | Sabres     | Buffalo      | 3-2 (P)  | Blackwell (Panarin - Strome) Chytil (Gauthier - Lafrenière) Zibanejad (Panarin - Fox) | 17-15-4 | 38  | Chestiorkine   | KeyBank Center                    | [ fdm 36 ] |
| 37 | 03 avril   | Sabres     | Buffalo      | 2-3 (TF) | Panarin (Kreider - Fox) · Panarin (Fox - Lindgren) · TF : Panarin - Zibanejad | 17-15-5 | 39  | Chestiorkine   | KeyBank Center                    | [ fdm 37 ] |
| 38 | 06 avril   | Penguins   | New York     | 8-4      | Blackwell (Panarin - Trouba) Zibanejad (Buchnevich) Panarin (Fox - Kreider) Strome (Panarin - Fox) Lafrenière (Chytil - Kakko) Kakko (Trouba - Blackwell) Fox (Zibanejad - Strome) Buchnevich (Chytil - Panarin)                   | 18-15-5 | 41  | Chestiorkine   | Madison Square Garden             | [ fdm 38 ] |
| 39 | 08 avril   | Penguins   | New York     | 2-5      | Blackwell (Buchnevich - Kakko) Rooney (Fox) | 18-16-5 | 41  | Chestiorkine   | Madison Square Garden             | [ fdm 39 ] |
| 40 | 09 avril   | Islanders  | Uniondale    | 4-1      | Lafrenière (Kakko - Chytil) Blackwell (Panarin - Strome) Miller (Trouba - Panarin) Zibanejad | 19-16-5 | 43  | Gueorguiev     | Nassau Veterans Memorial Coliseum | [ fdm 40 ] |
| 41 | 11 avril   | Islanders  | Uniondale    | 2-3 (P)  | Hajek (Kokko - Chytil) Smith (Zibanejad - Kravtsov) | 19-16-6 | 44  | Chestiorkine   | Nassau Veterans Memorial Coliseum | [ fdm 41 ] |
| 42 | 13 avril   | Devils     | Newark       | 3-0      | Zibanejad (Buchnevich - Fox) Panarin (Chytil - Fox) Buchnevich | 20-16-6 | 46  | Chestiorkine   | Prudential Center                 | [ fdm 42 ] |
| 43 | 15 avril   | Devils     | New York     | 4-0      | Trouba (Blackwell - Zibanejad) Lindgren (Panarin - Fox) Panarin (Strome - Blackwell) | 21-16-6 | 48  | Chestiorkine   | Madison Square Garden             | [ fdm 43 ] |
| 44 | 17 avril   | Devils     | New York     | 6-3      | Buchnevich (Zibanejad - Panarin) Strome (Zibanejad - Panarin) Buchnevich (Blackwell - Miller) Panarin (Strome - Lindgren) Buchnevich (Zibanejad - Panarin) Kreider (Strome - Lindgren)                                             | 22-16-6 | 50  | Chestiorkine   | Madison Square Garden             | [ fdm 44 ] |
| 45 | 18 avril   | Devils     | Newark       | 5-3      | Kreider (Zibanejad - Panarin) Kravtsov (Howden) Lafrenière (Chytil - Kakko) Zibanejad (Strome - Fox) Strome (Blackwell - Panarin)                                                                                                  | 23-16-6 | 52  | Gueorguiev     | Prudential Center                 | [ fdm 45 ] |
| 46 | 20 avril   | Islanders  | Uniondale    | 1-6      | Rooney (Smith - Kravtsov) | 23-17-6 | 52  | Chestiorkine   | Nassau Veterans Memorial Coliseum | [ fdm 46 ] |
| 47 | 22 avril   | Flyers     | New York     | 2-3      | Smith (Miller - Chytil) Panarin (Fox - Zibanejad) | 23-18-6 | 52  | Chestiorkine   | Madison Square Garden             | [ fdm 47 ] |
| 48 | 23 avril   | Flyers     | New York     | 4-1      | Kreider (Panarin - Fox) Buchnevich (Zibanejad - Lafrenière) Lafrenière ( Buchnevich - Zibanejad) Chytil (Kakko - Panarin) | 24-18-6 | 54  | Gueorguiev     | Madison Square Garden             | [ fdm 48 ] |
| 49 | 25 avril   | Sabres     | New York     | 6-3      | Zibanejad (Lafrenière - Lindgren) Kakko (Fox - Chytil) Zibanejad (Panarin - Fox) Zibanejad (Buchnevich - Fox) Kakko (Buchnevich - Jones) Rooney (Howden)                                                                           | 25-18-6 | 56  | Chestiorkine   | Madison Square Garden             | [ fdm 49 ] |
| 50 | 27 avril   | Sabres     | New York     | 3-1      | Smith Lafrenière (Strome - Fox) Zibanejad (Kreider - Strome) | 26-18-6 | 58  | Chestiorkine   | Madison Square Garden             | [ fdm 50 ] |
| 51 | 29 avril   | Islanders  | New York     | 0-4      | | 26-19-6 | 58  | Chestiorkine   | Madison Square Garden             | [ fdm 51 ] |
| 52 | 01 mai     | Islanders  | Uniondale    | 0-3      | | 26-20-6 | 58  | Gueorguiev     | Nassau Veterans Memorial Coliseum | [ fdm 52 ] |
| 53 | 03 mai     | Capitals   | New York     | 3-6      | Zibanejad (Panarin - Buchnevich) Zibanejad (Strome - Panarin) Kakko (Lafrenière - Rooney) | 26-21-6 | 58  | Chestiorkine   | Madison Square Garden             | [ fdm 53 ] |
| 54 | 05 mai     | Capitals   | New York     | 2-4      | Lafrenière (Chityl - Jones) Barron (Jones - Hajek) | 26-22-6 | 58  | Gueorguiev     | Madison Square Garden             | [ fdm 54 ] |
| 55 | 06 mai     | Bruins     | Boston       | 0-4      | | 26-23-6 | 58  | Chestiorkine   | TD Garden                         | [ fdm 55 ] |
| 56 | 08 mai     | Bruins     | Boston       | 5-4      | Zibanejad (Buchnevich - Strome) Lafrenière (Bitteto - Buchnevich) Kravtsov (Strome - Jones) Zibanejad (Buchnevich) | 27-23-6 | 60  | Chestiorkine   | TD Garden                         | [ fdm 56 ] |

### Classement de l'équipe
L'équipe des Rangers finit à la cinquième place de la division Est Mutual et se qualifient pour les Séries éliminatoires, Les Penguins de Pittsburgh sont sacrés champions de la division. Au niveau de la Ligue nationale de hockey, cela les place à la seizième place, les premiers étant l'Avalanche du Colorado avec huitante-deux points.
| Clt   | Équipe                 | PJ | V  | D  | DP | BP  | BC  | Pts |
| ----- | ---------------------- | -- | -- | -- | -- | --- | --- | --- |
| +001, | Penguins de Pittsburgh | 56 | 37 | 16 | 3  | 196 | 156 | 77  |
| +002, | Capitals de Washington | 56 | 36 | 15 | 5  | 191 | 163 | 77  |
| +003, | Bruins de Boston       | 56 | 33 | 16 | 7  | 168 | 136 | 73  |
| +004, | Islanders de New York  | 56 | 32 | 17 | 7  | 156 | 128 | 71  |
| +005, | Rangers de New York    | 56 | 27 | 23 | 6  | 177 | 157 | 60  |
| +006, | Flyers de Philadelphie | 56 | 25 | 23 | 8  | 163 | 201 | 58  |
| +007, | Devils du New Jersey   | 56 | 19 | 30 | 7  | 145 | 194 | 45  |
| +008, | Sabres de Buffalo      | 56 | 15 | 34 | 7  | 138 | 199 | 37  |

- Vainqueur de division
- Équipe qualifiée pour les séries

Avec cent-septante-sept buts inscrits, les Rangers possèdent la onzième attaque de la ligue, les meilleures étant l'Avalanche du Colorado avec cent-nonante-sept buts comptabilisés et les moins performants étant les Ducks d'Anaheim avec cent-vingt-six buts. Au niveau défensif, les Rangers accordent cent-cinquante-sept buts, soit une quatorzième place pour la ligue, les Golden Knights de Vegas est l'équipe qui a concédé le moins de buts (cent-vingt-quatre) alors qu'au contraire, les Flyers de Philadelphie en accordent deux-cent-un buts.

### Meneurs de la saison
Mika Zibanejad est le joueur des Rangers qui a inscrit le plus de buts (vingt-quatre), le classant à la 17e position au niveau de la ligue. Ce classement est remporté par Auston Matthews des Maple Leafs de Toronto avec quarante et une réalisations. 
Le joueur comptabilisant le plus d'aides chez les Rangers est Adam Fox avec quarante-deux, ce qui le classe au 7e rang au niveau de la ligue. le meilleur étant Connor McDavid des Oilers d'Edmonton avec septante et une passes comptabilisées.
Artemi Panarin, obtenant un total de cinquante-huit points est le joueur des Rangers le mieux placé au classement par point, terminant à la 15e place au niveau de la ligue. Connor McDavid en comptabilise cent-quatre pour remporter ce classement.
Au niveau des défenseurs, Adam Fox est le défenseur le plus prolifique de la saison avec un total de quarante-sept points, terminant à la 2e place au niveau de la ligue. Tyson Barrie des Oilers d'Edmonton est le défenseur comptabilisant le plus de points avec un total de quarante-huit.
Concernant les Gardien, Igor Shesterkin accorde huitante-trois buts en mille-huit-cent-nonante-neuf minutes, pour un pourcentage d’arrêt de nonante et un, six et Alexandar Georgiev accorde quarante-quatre buts en neuf-cent-septante-quatre minutes, pour un pourcentage d’arrêt de nonante, cinq. Jack Campbell est le gardien ayant accordé le moins de buts (quarante-trois) et Connor Hellebuyck le plus (cent-douze), Hellebuyck est également le gardien disputant le plus de minutes de jeu (deux-mille-six-cent-deux), Alexander Nedeljkovic est le gardien présentant le meilleur taux d’arrêts avec (nonante-trois, deux) et Carter Hart le pire (huitante-sept, sept.
À propos des recrues, Alexis Lafrenière comptabilise vingt et un points, finissant à la 14e place au niveau de la ligue. Kirill Kaprizov du Wild du Minnesota est la recrue la plus prolifique avec un total de cinquante et un point.
Enfin, au niveau des pénalités, les Rangers ont totalisé cinq-cent-soixante-cinq minutes de pénalité dont septante-trois minutes pour Brendan Smith, ils sont la troisième équipe la plus pénalisée de la saison. Le joueur le plus pénalisé de la ligue est Tom Wilson des Capitals de Washington avec nonante-six minutes et l'équipe la plus pénalisée est le Lightning de Tampa Bay.